# Swift-Gletscher
Der Swift-Gletscher (von englisch swift ‚schnell, rasant‘) ist ein 3 km langer und steiler Gletscher auf der westantarktischen James-Ross-Insel. Er mündet unmittelbar westlich des Jefford Point in das Kopfende der Swift Bay.
Das UK Antarctic Place-Names Committee gab ihm 1964 seinen deskriptiven Namen; der Gletscher zählt zu den aktivsten auf der Insel.